# テヴィオット男爵
テヴィオット男爵 (英: Baron Teviot) は、イギリスの男爵、貴族。連合王国貴族爵位。労働党の政治家チャールズ・イアン・カーが1940年に叙されたことに始まる。ロジアン侯爵家の分家筋にあたる。

## 歴史
チャールズ・イアン・カー(1874-1968)はモントローズ・バラズ選挙区選出の庶民院議員を務めたほか、王室会計監査官や貴族院院内幹事を歴任した労働党の政治家である。彼は1940年6月27日に連合王国貴族としてサウサンプトン州バークレアのテヴィオット男爵 (Baron Teviot, of Burghclere in the County of Southampton) に叙された。彼ののちは、長男のチャールズが爵位を相続した。
2代男爵チャールズ(1934-)は系図学者として活動しており、彼が2020年現在のテヴィオット男爵家現当主である。
初代男爵は第6代ロジアン侯爵ウィリアム・カー(1763-1824)の曾孫にあたるため、テヴィオット男爵家歴代当主は侯爵位の潜在的な継承権者である。

## テヴィオット男爵（1940年）
- 初代テヴィオット男爵チャールズ・イアン・カー（英語版）（1874年 – 1968年）
- 第2代テヴィオット男爵チャールズ・ジョン・カー（1934年 - ）

法定推定相続人は現当主の息子チャールズ・ロバート・カー閣下（1971年 - ）。